# Diócesis de Winchester (antigua)
La diócesis de Winchester (en latín: Dioecesis Wintoniensis y en inglés: Diocese of Winchester) fue una circunscripción eclesiástica de la Iglesia católica en el Reino Unido. Se trataba de una diócesis latina, sufragánea de la arquidiócesis de Canterbury. Por el Acta de Supremacía del Parlamento de Inglaterra del 8 de mayo de 1559 fue convertida en la diócesis de Winchester de la Iglesia de Inglaterra.

## Territorio y organización

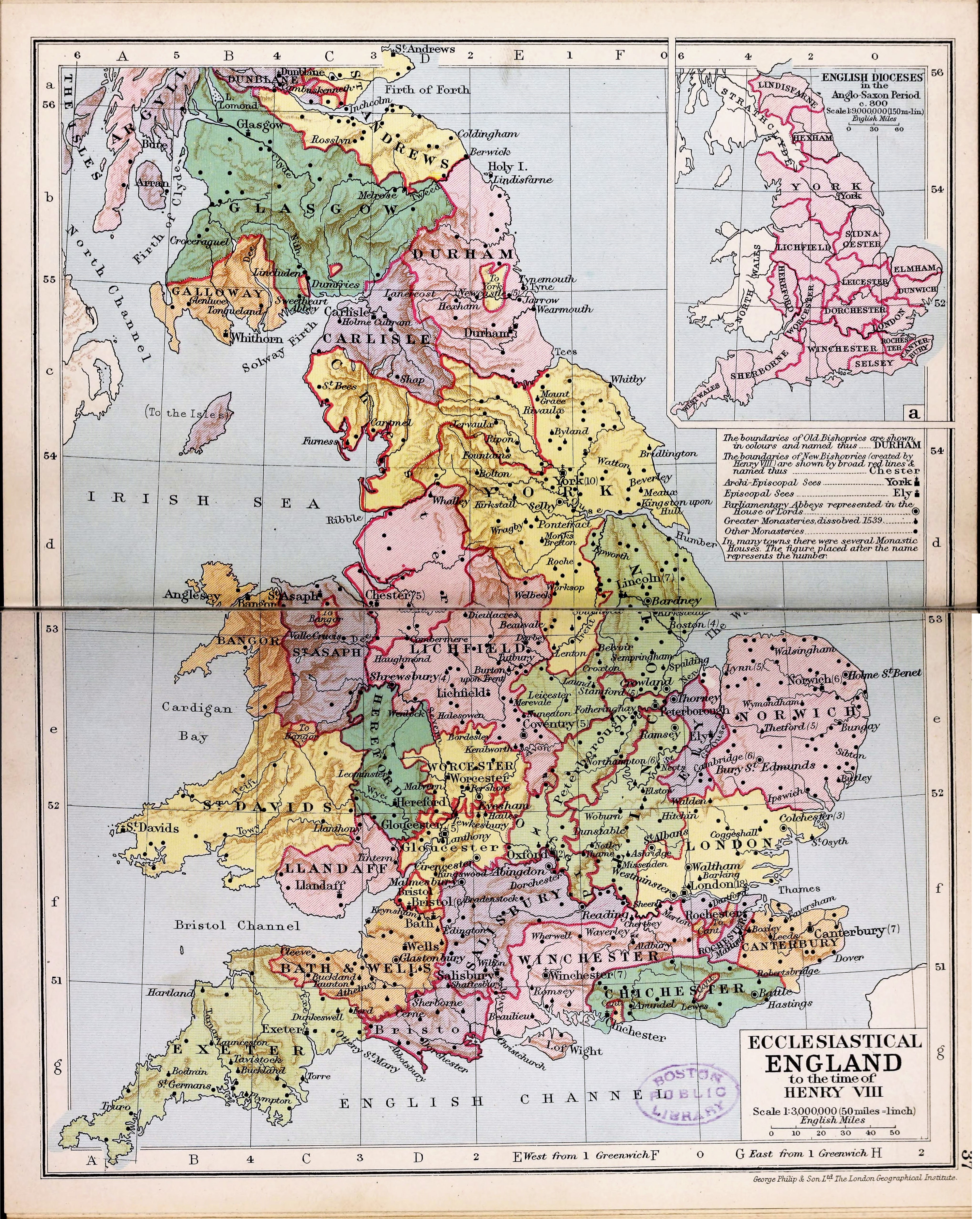
Mapa de las diócesis de Inglaterra

La diócesis extendía su jurisdicción sobre los fieles católicos de rito latino residentes en parte del Reino de Wessex en Inglaterra. Correspondía casi exactamente a la totalidad de los condados de Hampshire, Surrey y la isla de Wight.

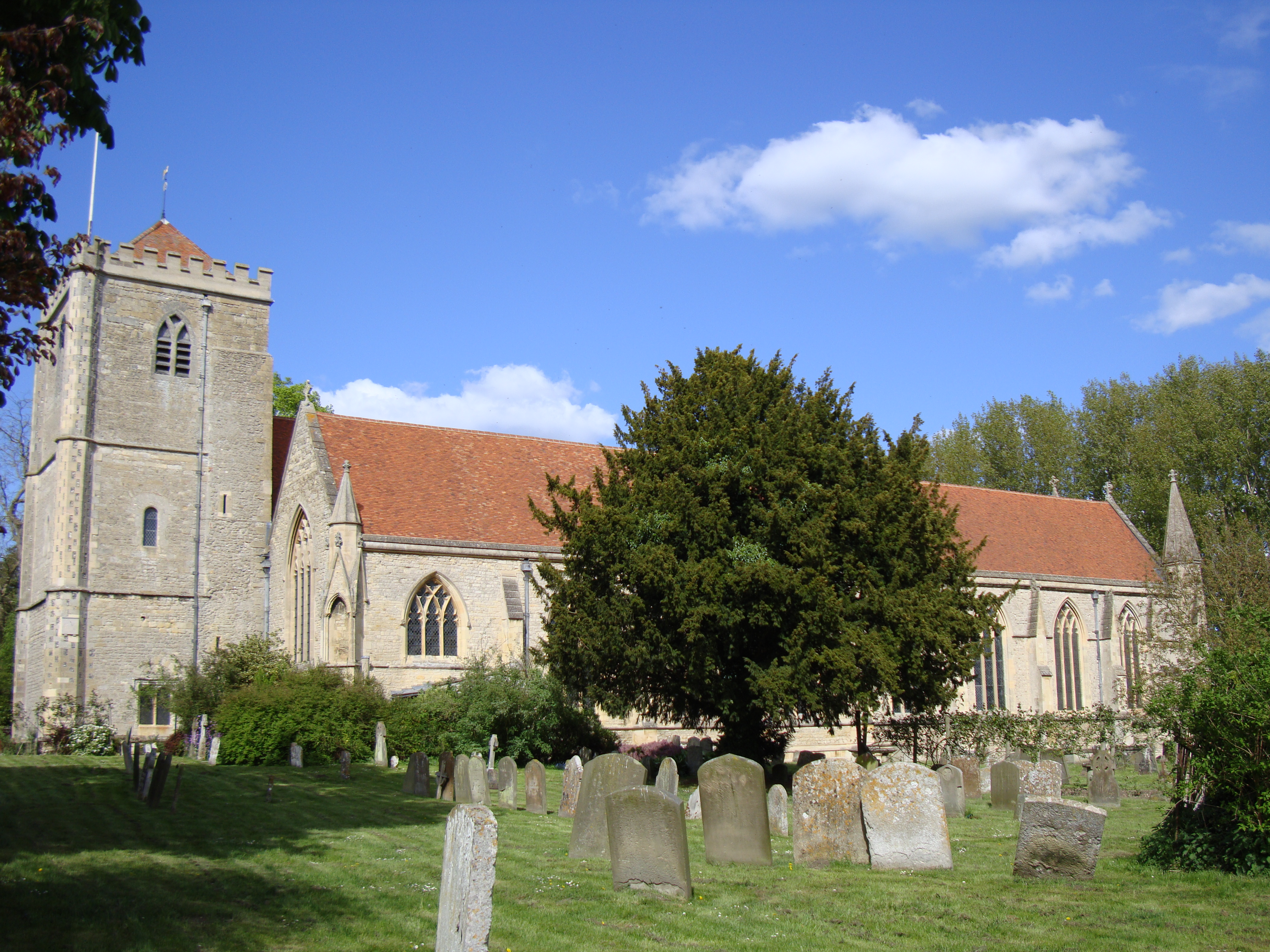
Abadía de Dorchester fue construida en la primera mitad del en el sitio de la antigua catedral fundada por el obispo Birinus

La sede de la diócesis se encontraba en la ciudad de Winchester en donde se halla la Catedral de la Santísima Trinidad, de San Pedro y San Pablo y de San Swithun, que desde la Reforma anglicana pertenece a la Iglesia de Inglaterra.

## Historia
La misión de evangelizar el reino de los sajones occidentales fue concedida por el papa Honorio I a san Birino, de probable origen galo. Por lo tanto, actuó independientemente del grupo de misioneros que había desembarcado en el Reino de Kent a finales del siglo VI. Fue consagrado obispo por Asterio, metropolitano milanés en el exilio. En 636 Birino bautizó al rey sajón Cynegils de Wessex y estableció su sede en Dorchester, entonces capital del vasto reino de Wessex.
En 705 la diócesis de Wessex quedó dividida en dos: los obispos de Winchester, que desde hacía décadas habían trasladado su residencia a la nueva capital del reino, vieron surgir la diócesis de Sherborne (posteriormente llamada diócesis de Salisbury).
En 909 cedió la parte noroeste de su territorio para la erección de la diócesis de Ramsbury (más tarde unida a la diócesis de Sherborne).

### Reforma anglicana
Luego de que el 23 de marzo de 1534 el papa Clemente VII excomulgara el rey Enrique VIII a causa de su divorcio de Catalina de Aragón, el 3 de noviembre de 1534 el Parlamento de Inglaterra aprobó el Acta de Supremacía de 1534
mediante la cual se declaraba que el rey era «only supreme head in earth of the Church of England, called Anglicana Ecclesia», acto formal mediante el cual la Iglesia católica de Inglaterra entraba en cisma con la Santa Sede, transformándose en una Iglesia nacional independiente. El 18 de diciembre de 1534 aprobó además la Ley de Traición que castigaba con la pena de muerte a quienes no aceptaran el Acta de Supremacía. El Parlamento de acuerdo con Enrique VIII emitió los Seis Artículos en agosto de 1539, por los que se mantuvo la liturgia católica-romana tradicional casi sin cambios en las doctrinas y prácticas de la nueva Iglesia nacional independiente de Inglaterra.
En Winchester era obispo Stephen Gardiner, un conservador de la doctrina católica, pero que sin embargo defendió la supremacía real y fue el autor del tratado De vera obedientia, la más eficaz de todas las reivindicaciones de la supremacía del rey. En 1539 participó en la promulgación de los Seis Artículos contra los protestantes.
Tras la muerte de Enrique VIII el 28 de enero de 1547 lo sucedió su hijo Eduardo VI. Durante su reinado la Iglesia de Inglaterra llegó a ser teológicamente protestante, por lo que el obispo Stephen Gardiner fue encarcelado en la Torre de Londres en junio de 1548 y privado de su obispado en febrero de 1551. En su lugar el rey nombró al reformador John Ponet el 8 de marzo de 1551.
Tras la muerte de Eduardo VI el 6 de julio de 1553 ascendió al trono la católica María I Tudor, quien por ley del Parlamento del 12 de noviembre de 1554 derogó el Acta de Supremacía y luego se abolió toda la legislación religiosa aprobada contra el papado a partir de 1529. El obispo Ponet, que era casado, partió con un grupo de casi 800 personas, protestantes y principalmente de alto nivel social, hacia Europa continental. Stephen Gardiner fue liberado de inmediato y fue restituido en 1553 en el obispado retractándose de sus opiniones sobre la supremacía real. Falleció el 12 de noviembre de 1555. En su remplazo fue nombrado obispo John White el 6 de julio de 1556, quien fue el último obispo de Winchester en comunión con la Santa Sede.
El 17 de noviembre de 1558 falleció la reina María y fue sucedida por Isabel I, quien con otra Acta de Supremacía del 8 de mayo de 1559 restauró la independencia de la Iglesia anglicana y rompió definitivamente con la Santa Sede. Desde entonces la diócesis de Winchester es parte de la Iglesia de Inglaterra. El obispo John White se negó a jurar el acta de supremacía y fue encarcelado el 5 de abril de 1559 en la Torre de Londres y destituido por la reina el 26 de junio de 1559. Falleció el 12 de enero de 1560. Robert Horne fue designado en 1559, iniciando la lista de obispos anglicanos de la diócesis de Winchester.

## Episcopologio

### Obispos de Dorchester
- San Birino † (634 o 635 consagrado-3 de diciembre de 648 o 650 falleció)
- Agilbertus † (650-661 nombrado obispo de París)

### Obispos de Winchester
- Wina † (662-666 nombrado obispo de Londres)
- Leutherius † (670 consagrado-676 falleció)
- San Edda † (676 consagrado-7 de julio de 705 falleció)
- Daniel † (705 consagrado-744 renunció)
- Hunfrith † (744-754 falleció)
- Cyneheard † (754-?)
- Ethelheard † (circa 766-790 nombrado arzobispo de Canterbury)
- Ecgbald † (circa 791 consagrado-?)
- Dudd † (795-803)
- Ealhmund † (802 o 808-?)
- Wigthegn † (805/ 811-?)
- Herefrith † (825-833/ 836 falleció)
- Eadhun (Eadmund) † (833/ 836-?)
- Helmstan † (?-852 falleció)
- San Svitino † (852-2 de julio de 862 falleció)
- Ealhferth † (863-871 falleció)
- Tunbeorht † (872-879 falleció)
- Denewulf † (879-903 o 908 falleció)
- San Frithustan † (910-931 renunció)
- San Beornstan † (29 de mayo de 932 consagrado-1 de noviembre de 934 falleció)
- San Elfheah † (936-12 de marzo de 951 falleció)
- Elfsige I † (951-958 nombrado arzobispo de Canterbury)
- Beorhthelm † (29 de noviembre de 958 consagrado-963 falleció)
- San Ethelwold † (963-1 de agosto de 984 falleció)
- San Alphege (Elfheah) † (19 de octubre de 984-1006 nombrado arzobispo de Canterbury)
- Cenwulf † (1006-1009 falleció)
- Ethelwold † (1009-1015 falleció)
- Elfsige II † (1015-1032 falleció)
- Elfwine † (1032-29 de agosto de 1047 falleció)
- Stigand † (1047-11 de abril de 1070 depuesto)[nota 2]
- Walkelin † (30 de mayo de 1070 consagrado-3 de enero de 1098 falleció)
- William Giffard † (1100-25 de enero de 1129 falleció)
- Enrico di Blois † (17 de noviembre de 1129 consagrado-8 de agosto de 1171 falleció)
- Richard of Ilchester † (6 de octubre de 1174-22 de diciembre de 1188 falleció)
- Godfrey de Luci † (22 de octubre de 1189-11 de septiembre de 1204 falleció)
  - Richard Poore † (1205 elección anulada por el papa Inocencio III el 21 de junio de 1205 [6])
- Peter des Roches † (25 de septiembre de 1205-9 de junio de 1238 falleció)
  - Sede vacante (1238-1243)
- William de Raley † (17 de septiembre de 1243-1 de septiembre de 1250 falleció)
- Aymer de Valence (Lusignan) † (23 de enero de 1251-4 de diciembre de 1260 falleció)
- John Gervais † (22 de septiembre de 1262-20 de enero de 1268 falleció)
- Nicholas of Ely † (2 de marzo de 1268-12 de febrero de 1280 falleció)
  - Richard de la More † (1280-junio de 1282 renunció) (obispo electo)
- John of Pontoise † (15 de junio de 1282-4 de diciembre de 1404 falleció)
- Henry Woodlock † (30 de mayo de 1305-28 de junio de 1316 falleció)
- John Sandale † (31 de octubre de 1316-de octubre de 1319 falleció)
- Rigaud of Assier † (26 de noviembre de 1319-12 de abril de 1323 falleció)
- John de Stratford † (20 de junio de 1323-26 de noviembre de 1333 nombrado arzobispo de Canterbury)
- Adam Orleton † (1 de diciembre de 1333-18 de julio de 1345 falleció)
- William Edington † (9 de diciembre de 1345-7 de octubre de 1366 falleció)
- William di Wykeham † (12 de julio de 1367-27 de septiembre de 1404 falleció)
- Henry Beaufort † (19 de noviembre de 1404-11 de abril de 1447 falleció)
- William Waynflete † (10 de mayo de 1447-11 de agosto de 1486 falleció)
- Peter Courtenay † (29 de enero de 1487-22 de septiembre de 1492 falleció)
- Thomas Langton † (13 de marzo de 1493-27 de enero de 1501 falleció)
- Richard Foxe † (20 de agosto de 1501-14 de septiembre de 1528 falleció)
  - Thomas Wolsey † (8 de febrero de 1529-29 de noviembre de 1530 falleció) (administrador apostólico)
- Stephen Gardiner † (20 de octubre de 1531-3 de noviembre de 1534 acta de supremacía) (por primera vez)
  - Stephen Gardiner † (3 de noviembre de 1534-febrero de 1551 destituido) (obispo cismático anglicano)
  - John Ponet † (8 de marzo de 1551-1553 se exilió y fue destituido) (obispo cismático anglicano)
- Stephen Gardiner † (1553-12 de noviembre de 1555 falleció) (por segunda vez)
- John White † (6 de julio de 1556-26 de junio de 1559 destituido por la reina Isabel I)[nota 3]